# Centrifugalni regulator
Centrifugalni regulator služi za regulaciju snage parnog stroja. Sastoji se od dviju kugala na jednoj vertikalnoj osovini koju pokreće sam parni stroj preko zupčanika. Njegovo djelovanje osniva se na centrifugalnoj sili. Kada je stroj manje opterećen, kugle se brže vrte i veća centrifugalna sila ih podigne, pa se preko poluga pomalo zatvara dovod vodene pare. Optereti li se stroj mnogo više, kugle će se sporije vrtiti i spuštati zbog centrifugalne sile, pa će preko poluga otvoriti veći dovod pare. Na taj se način automatski regulira dovod vodene pare u parni cilindar, a time i snaga stroja. Centrifugalni regulator je izumio James Watt. 

## Prvi parni strojevi
1776. prvi Wattov parni stroj je ugrađen i upotrebljen u tržišne svrhe. Narudžbe su uskoro pristizale i sljedećih pet godina znatan broj strojeva je ugrađen u rudnicima u Cornwallu, za pumpanje vode iz rudnika.  
Prvi Wattovi parni strojevi su bili veliki, cilindar je imao promjer od 1,25 metara, a visoki su bili oko 7,3 metra, tako da su imali kućište otprilike kao jedna manja zgrada. Ipak su bili uspješni, jer su rudnici uspjeli povećati produktivnost oko 30%. Primjena se proširila na brušenje, tkanje i mljevenje. 
Iako je za Wattov parni stroj, koljenčasta osovina bila logično rješenje za pretvaranje pravocrtnog gibanja u kružno (kao na motorima s unutrašnjim izgaranjem), vlasnici patenta za parni stroj, su prisilili Watta da promijeni konstrukciju. 1781. James Watt uspijeva to riješiti s planetarnim prijenosnikom, koji je kasnije našao znatnu primjenu kod parnih lokomotiva.  
James Watt je i dalje usavršavao svoj parni stroj. Izradio je i regulator pare s kuglicama ili centrifugalni regulator, koji s povećanjem brzine vrtnje stroja, kuglice se podižu i zatvaraju regulacijski ventil, pa se dotok pare smanjuje i brzina vrtnje opada. Ideja je bila da bi se brzina vrtnje stroja održavala konstantnom, mora se dovoditi konstantna struja pare. To je bio jedan od prvih uspješnih primjera automatskog upravljanja u industriji, budući je regulator uspio osigurati stabilnost sustava. Uspio je napraviti cilindar s dvostrukim djelovanjem, para je strujila s obje strane cilindra, tako da je vršila tlak na klip i kod njegovog podizanja i spuštanja. Watt je napravio i parni indikator, koji je snimao tlak pare u cilindru za vrijeme rada. Usavršio je i princip paralelnog kretanja, između klipa u cilindru i klipa pumpe za napojnu vodu. Na kraju, Watt je napravio stroj koji je bio oko pet puta uspješniji od Newcomenovog parnog stroja.
U to vrijeme proizvodnja kotlova nije bila razvijena, tako da Watt nije mogao koristiti paru visokog tlaka, što je dosta umanjivalo uspješnost parnog stroja. Od 1794. do 1824. tvrtka “Boulton & Watt” je proizvela 1 164 parna stroja.